# Ulan-Majorat
Ulan-Majorat è un comune rurale polacco del distretto di Radzyń Podlaski, nel voivodato di Lublino.
Ricopre una superficie di 107,77 km² e nel 2004 contava 6 102 abitanti.